# Avvelenamento amnesico da molluschi
L'avvelenamento amnesico da molluschi, in inglese noto come "Amnesic shellfish poisoning" (ASP) è una patologia causata dal consumo di una biotossina marina, chiamata acido domoico. Nei mammiferi, compresi gli umani, l'acido domoico agisce come neurotossina, causando danni permanenti alla memoria a breve termine, danni cerebrali, e morte nei casi più gravi.
Questa tossina è prodotta in natura da diatomee marine appartenenti al genere Pseudo-nitzschia e dalla specie Nitzschia navis-varingica. Quando viene accumulato in alte concentrazioni dai molluschi durante il filtraggio degli alimenti, l'acido domoico può essere trasmesso agli uccelli, ai mammiferi marini e agli esseri umani tramite il consumo dei molluschi contaminati.
Sebbene la patologia umana dovuta all'acido domoico sia stata associata solo ai molluschi, la tossina può accumularsi in molti organismi marini che si nutrono di fitoplancton, come acciughe e sardine. L'intossicazione da acido domoico in organismi non umani viene spesso indicata come avvelenamento da acido domoico o DAP.

## Sintomi e trattamento
Nel cervello, l'acido domoico danneggia soprattutto l'ippocampo e il nucleo dell'amigdala. Danneggia i neuroni attivando recettori AMPA e recettori kainati, causando un afflusso di calcio. Nonostante lo scorrere del calcio nelle cellule sia un evento normale, il suo aumento incontrollato le può far degenerare.
I sintomi gastrointestinali possono comparire 24 ore dopo l'ingestione dei molluschi infetti. Possono includere vomito, nausea, diarrea, crampi addominali e gastrite emorragica. Nei casi più gravi, i sintomi neurologici possono richiedere diverse ore o fino a tre giorni per svilupparsi. Questi includono mal di testa, vertigini, disorientamento, disturbi della visione, perdita della memoria a breve termine, debolezza motoria, convulsioni, secrezioni respiratorie profuse, singhiozzo, pressione arteriosa instabile, aritmia cardiaca e coma.
Le persone avvelenate con dosi molto elevate della tossina o che mostrano fattori di rischio come la vecchiaia e l'insufficienza renale possono morire. La morte è avvenuta in 4 dei 107 casi confermati. In alcuni casi, conseguenze permanenti della patologia comprendevano perdita di memoria a breve termine e polineuropatia periferica.
Non esistono antidoti noti disponibili per l'acido domoico. Cucinare o congelare il pesce affetto o il tessuto dei crostacei non diminuisce la tossicità. Una nuova ricerca ha scoperto che l'acido domoico è una tossina resistente al calore e molto stabile che può danneggiare i reni anche a concentrazioni 100 volte inferiori a quelle che provocano danni neurologici.

## Scoperta
L'ASP è stato scoperto per la prima volta negli esseri umani alla fine del 1987, quando un grave episodio di avvelenamento da cibo si è verificato nel Canada orientale. Tre pazienti anziani sono morti e altre vittime hanno sofferto di problemi neurologici a lungo termine. Poiché le vittime hanno sofferto di perdita di memoria, viene utilizzato il termine avvelenamento "amnesico" da molluschi. La storia fu presente sui titoli dei quotidiani.
Gli epidemiologi di Health Canada collegarono rapidamente le malattie ai pasti in alcuni ristoranti che includevano cozze coltivate e raccolte in una zona dell'Isola del Principe Edoardo, un luogo fino ad allora ritenuto non affetto da alghe tossiche. Le analisi biologiche effettuate su topi con estratti acquosi dalle cozze sospette hanno provocato la morte delle cavie con alcuni sintomi neurotossici molto diversi da quelli delle tossine per avvelenamento da molluschi e da parte di altre tossine conosciute. Il 12 dicembre 1987, un gruppo di scienziati fu riunito nel laboratorio del Consiglio Nazionale delle Ricerche del Canada a Halifax, in Nuova Scozia. Integrando diversi tipi di analisi, il team ha identificato la tossina nel pomeriggio del 16 dicembre, appena 4 giorni dopo l'inizio dell'indagine collettiva.

## Possibili effetti sugli animali
Il 22 giugno 2006, un pellicano bruno californiano, probabilmente sotto l'influenza dell'acido domoico, planò contro il parabrezza di un'auto sulla Pacific Coast Highway. La tossina si trova nelle acque costiere locali
Dal marzo 2007, gli spiaggiamenti di mammiferi marini e uccelli marini e le morti al largo della costa meridionale della California sono aumentate notevolmente. Questi incidenti sono stati collegati al recente e drammatico aumento di una tossina prodotta naturalmente dalle alghe. La maggior parte degli animali trovati morti risultava positiva all'acido domoico.
Secondo il Channel Islands Marine and Wildlife Institute (CIMWI), "È generalmente accettato che l'incidenza dei problemi associati alle alghe tossiche sia in aumento. Possibili ragioni per spiegare questo aumento includono i meccanismi naturali di dispersione delle specie (correnti e maree) fino ad una miriade di fenomeni correlati all'uomo, come l'arricchimento dei nutrienti (ruscellamento agricolo), i cambiamenti climatici o il trasporto di specie di alghe attraverso lo spostamento delle navi."

## Nella cultura di massa
Nell'episodio della serie TV Elementary, "The Red Team" (data originale del 31 gennaio 2013), un testimone viene intenzionalmente avvelenato con acido domoico.
Nell'episodio "Bad Fish" della serie tv Get a Life, Sharon e Gus sono colti da amnesia dopo aver mangiato molluschi infetti e Chris coglie l'opportunità di convincerli che sono i suoi migliori amici.
L'avvelenamento da acido domoico potrebbe aver causato l'invasione del 18 agosto 1961 di migliaia di uccelli marini impazziti a Capitola e Santa Cruz, in California. Il regista Alfred Hitchcock sentì parlare di questa invasione mentre lavorava al suo adattamento della novella di Daphne du Maurier Gli uccelli per il suo film omonimo (1963), e chiese al giornale Santa Cruz Sentinel di tenerlo informato su ulteriori notizie come "approfondimento per il suo nuovo romanzo giallo."